# Crescencio Poot
José Crescencio Poot (Dzemul, rond 1820 - Chan Santa Cruz, 1885) was een militair-religieus leider van Maya opstandelingen tijdens de Kastenoorlog in Yucatán.
Over zijn jongste jaren is weinig bekend. Waarschijnlijk is hij rond 1820 geboren in het noordwesten van Yucatán. Bij het uitbreken van de Kastenoorlog in 1847 had hij al enige bekendheid als lokale leider, en sloot zich aan bij de opstandelingen van Cecilio Chi en Jacinto Pat. In de daaropvolgende jaren klom hij snel omhoog in de rangen. Hij verwierf bekendheid en beruchtheid door een aanval op Tekax in 1857 waarbij 600 blanke inwoners om het leven werden gebracht en door de inname van Tunkas in 1861 waarbij hij 250 burgers gevangennam.
Na interne strubbelingen wist hij zich in 1864 op te werpen tot een van de leden van het triumviraat dat de rebellenstaat Chan Santa Cruz bestuurde. In de daaropvolgende tien jaar leidde Poot een tiental grote aanvallen, waarvan enkele op Brits-Honduras. De opstandelingen slaagden erin vrijwel de gehele blanke bevolking van Yucatán te verdrijven. In 1875 werd hij ten slotte tatich, de hoogste leider van Chan Santa Cruz. Zijn militaire activiteiten kwamen op een lager pitje te staan, en hij trouwde een vrouw die hij tijdens een raid gevangen had gemaakt. In 1885 werd hij door rivaliserende opstandelingen om het leven gebracht.
Poot was een van de beruchtste personen uit het negentiende-eeuwse Mexico, en alleen zijn naam al liet mensen beven van angst. Hij stond bekend als een wreed en bloeddorstig man, maar ook als een groots militair aanvoerder. Hoewel zijn wreedheid zelfs mederebellen van hem vervreemdde, genoot hij onder een groot deel van de Mayabevolking bewondering en respect, en geniet hij dat zelfs tegenwoordig nog.